# Europe rhénane

Carte de l'Europe rhénane, un centre dynamique et ouvert

Au cœur de l’Europe occidentale, l’Europe rhénane est l’un des lieux de puissance du monde et l’espace le plus dynamique d’Europe correspondant géographiquement aux bassins du Rhin, de la Meuse et de l'Escaut unis par leur delta commun et connecté aux échanges mondiaux par le range nord-européen. 
Elle constitue la partie centrale d'un espace plus large : la mégalopole européenne qui s'étend de Londres à Milan. La dynamique de l'Europe rhénane s’est construite à travers l’Histoire le long de deux grands axes, jalonnés de villes puissantes : un axe continental, l’axe du Rhin, l’un des axes continentaux les plus importants du monde, et l’axe maritime de la mer du Nord, l'une des premières interfaces maritimes mondiales. 
Principal enjeu des conflits européens depuis la chute de l’Empire romain, l’Europe rhénane est aujourd’hui en grande partie intégrée dans l’Union européenne (Suisse et Liechtenstein exceptés). Ce sont conjointement les axes de communication et les villes qui sont l’origine et la conséquence de la puissance de l’Europe rhénane. Par les villes situées le long de ces axes, s’est réalisée l’accumulation de capitaux nécessaires au développement économique. Par un effet de synergie, le développement s’est maintenu tout le long de l’Histoire.

## Définitions et caractéristiques de l’espace rhénan

### Définitions
L’axe rhénan est inclus dans l’Europe rhénane, elle-même incluse dans la mégalopole européenne, elle-même incluse dans le sous-continent européen.
L'axe rhénan est la partie de l’espace rhénan comprenant le Rhin et ses zones proches, avec ses voies de communication parallèles et les villes proches (une trentaine de kilomètres de part et d’autre du fleuve).
L'Europe rhénane, appelée aussi l'espace rhénan est l'ensemble des régions à fortes densités de population, de la Suisse aux Pays-Bas, parcourues par un vaste réseau de voies de communication, montrant un ensemble de villes de toutes tailles liées au Rhin et à ses affluents. Cet espace compte de puissantes régions industrielles et tertiaires (30 % du PIB de l’UE), reliées au reste du monde par l’axe maritime de la mer du Nord, ou Northern range, qui est l'une des principales interfaces maritimes mondiales (de Hambourg au Havre).
La dorsale européenne, appelée aussi « banane bleue » ou mégalopole européenne, désigne le cœur économique de l’Europe, la zone économique la plus puissante de l’Europe géographique, du sud-est de l’Angleterre au nord de l’Italie en passant par les Pays-Bas, la Belgique, l'Allemagne de l'ouest, la France du nord-est et la Suisse.

### Une population nombreuse, généralement riche et bien formée
L’Europe rhénane compte près de 100 millions d’habitants (13 % de l’Europe géographique), pour une superficie de 350 000 km2 environ. Les densités de population sont donc très fortes, par exemple en Rhénanie-du-Nord-Westphalie avec 516 hab. par km², en moyenne de 280 hab. par km2, mais aussi plus bas en autres régions comme l'Alsace : 212.
Ces fortes densités de population sont liées à la présence des villes et des voies de communication, mais les densités de population rurale sont très fortes du fait d’une agriculture intensive ancienne, au développement de la périurbanisation et au développement de l’industrie. La puissance économique de cette région est donc une cause et une conséquence de ces fortes densités de population.
Le PIB par habitant y est donc plus élevé que la moyenne européenne (au-dessus de l’indice 100), surtout au Luxembourg, l’un des États les plus développés du monde (indice 196) ainsi que la Suisse (4e plus haut PIB par habitant au monde), sauf en Lorraine et Nord-Pas-de-Calais (indices 86 et 84), vieilles régions industrielles en difficile reconversion, avec de nombreux ouvriers et chômeurs. 
La population de l’Europe rhénane est donc assez riche, bien formée, ce qui constitue un atout pour le développement économique : main-d’œuvre et marché de consommation.

### Des environnements souvent favorables, parfois difficiles
Du Sud au Nord, l’Europe rhénane comprend des paysages variés : Alpes, Mittelland et Jura, des massifs anciens forestiers (« Wälder » en allemand : Forêt-Noire, Vosges, Ardenne, etc.)[Quoi ?], coupés par le Rhin. Près de ces massifs, on trouve d’importants gisements de charbon, aujourd’hui en déclin. Au Nord, c’est la grande plaine européenne qui s’étend du Bassin parisien à la Russie.
- Les Alpes suisses : Elles sont développées et bien mises en valeur par l’agriculture de montagne orientée vers une production de qualité (fromages), l’industrie liée à la main-d’œuvre, aux transport et à l’hydroélectricité, tourisme. En dépit des contraintes climatiques (neige) et topographiques (pentes), les Alpes suisses ont un PIB.hab.-1 comparable au reste du territoire de la Suisse. C’est en grande partie du fait de la montagne alpine que les Suisses refusent d’entrer dans l’Union européenne[réf. nécessaire]. Elle souhaite conserver son agriculture de montagne, indispensable à la gestion de cet espace : les alpages non fauchés favorisent les avalanches et les touristes aiment voir des espaces cultivés et non des déserts humains. Elle souhaite également pouvoir gérer le passage des Alpes du Nord de l’Europe vers l’Italie et a ainsi su limiter le passage des camions en créant une taxe de passage.

- La vallée du Rhin : En Allemagne et en France, la vallée du Rhin a dû être aménagée pour lutter contre les crues et assécher les nombreux marais (où les batraciens du Ried constituaient le menu principal des traditionnelles cigognes d’Alsace) par la construction de digues et permettre la navigation et la production d’hydroélectricité. En France, la majeure partie de la population de la région Grand Est vit le long du Rhin, de ses affluents: l'Ill en Alsace et la Moselle en Lorraine et de ses sous-affluents. Afin de garantir l'accès au fleuve à tous les pays riverains, le fleuve a un statut d'eaux internationales et son usage est géré par la commission centrale pour la navigation du Rhin (CCNR) siégeant à Strasbourg.

- Les polders des Pays-Bas : Aux Pays-Bas, dès le Moyen Âge, l’accroissement de la population est si élevé qu’il a fallu gagner de nouvelles terres sur les eaux : ce sont les polders qui représentent aujourd’hui 75 % de la superficie du pays et donc 60 % de la superficie du territoire se situe à une altitude moyenne de -3,5 m. De plus, le pays s’est affaissé de 60 cm au cours du XXe siècle. La densité de population y est de 420 hab/km2 et les résidences secondaires y sont interdites, faute de place.

À la suite de la violente tempête de 1953 (1 835 victimes, 6 % des terres agricoles du pays dévastées), le plan Delta, très coûteux, réalisé de 1958 à 2000, consiste en la construction de nouvelles digues aux bouches des grands fleuves (Rhin, Meuse, Escaut). Les Néerlandais commencent à rehausser toutes les digues pour faire face au réchauffement climatique qui aura pour conséquence une remontée du niveau de la mer. Les barrages du plan Delta sont à 3,20 m au-dessus de la marée la plus haute. Un seul barrage sur l’Escaut a coûté plus de 8 milliards de florins (3,8 milliards €)…

### Une métropolisation puissante
Le terme de métropolisation désigne un mouvement accentué de concentration de population, d’activités économiques et donc de richesses dans les principales aires urbaines qui, de ce fait, continuent à s’étendre aux dépens des autres villes.
Caractéristiques générales : des villes nombreuses, mais pas de ville géante : La densité du réseau urbain de l’Europe rhénane est considérable, des agglomérations isolées aux vastes régions urbaines, formant la Mégalopole européenne. Les villes ne sont donc jamais éloignées de n’importe quel point de l’Europe rhénane, ce qui a deux conséquences : les métropoles, trop nombreuses et bien relayées par les grandes villes et les villes moyennes n’organisent pas un grand espace autour d’elles. Aucune de ces métropoles n’a pu prendre la première place : les métropoles globales de l’Europe se localisent donc en dehors de l’Europe rhénane (Londres et Paris).
Les grands ensembles urbains : À partir de noyaux urbains anciens peu éloignés, plusieurs conurbations sont apparues à la fin du XIXe siècle et au début du XXe siècle, conséquence du développement économique lié à la Révolution industrielle. Six grandes conurbations se disposent au sein de l’Europe rhénane : du Sud au Nord, on trouve successivement :
- La conurbation du Nord du Mittelland (Zurich, Saint-Gall, Schaffhouse), bien que certains géographes font d’une même conurbation tout le Mittelland, de Saint-Gall à Genève ;
- La conurbation transfrontalière de Eurodistrict trinational de Bâle, comprenant Bâle (Suisse), Mulhouse, Belfort et le Pays de Montbéliard (France) et Freiburg (Allemagne) ;
- La conurbation du Rhin-Neckar (2,3 millions d’habitants), avec Mannheim (administration politique), Heidelberg (culture, université) et Ludwigshafen (industrie chimique) ;
- La conurbation du Rhin-Main (2,7 millions d’habitants), comprenant Francfort (finances, industrie aéronautique), Darmstadt (science) et Mayence (administration politique) ;
- La conurbation Rhin-Ruhr (avec Cologne, Düsseldorf et les villes de la Ruhr), la plus importante par sa taille (11,5 millions d’habitants) ;
- La conurbation de la Randstad Holland, avec Amsterdam, Utrecht, Rotterdam et La Haye (7,5 millions d'habitants). Elle est située autour d’un marais volontairement non asséché où dominent les activités agricoles ;
- La conurbation du losange flamand, avec Bruxelles, Anvers, Gand et Louvain (5 millions d’habitants) ;
- La conurbation transfrontalière du Nord de la France (2 millions d'habitants) comprenant Lille, Roubaix et Tourcoing (France) et Mouscron, Tournai et Courtrai (Belgique).

L’aspect des villes rhénanes : Les villes de l’Europe rhénane ont une structure en « rings » (anneaux) concentriques, séparant des espaces qui se sont développés au fur et à mesure de leur croissance. Le cas est très net à Cologne ou à Amsterdam. Leurs nombreux monuments témoignent de leur riche passé historique. Après les destructions des guerres, beaucoup de villes se reconstruisent à l’identique. À Francfort par exemple, on peut admirer la maison natale de Goethe, reconstruite à l’identique après 1945 !
Les hubs : Les « hubs » sont les aéroports-pivots assurant les correspondances entre les lignes extérieures et intérieures. Ils permettent les transports rapides par avion vers le reste du monde : Francfort (9e rang mondial), Amsterdam (11e rang mondial) et Bruxelles (14e rang mondial).

### Un double système d’axes de communication
Les axes de communication de l’Europe rhénane, d’une densité quasi unique au monde, sont de composante double : Nord – Sud et Est – Ouest.
L’axe Nord – Sud : L’axe de composante en gros Nord – Sud est l’axe rhénan, axe complet avec une grande voie navigable, le Rhin, plusieurs routes, autoroutes et chemins de fer parallèles (certains à grande vitesse), ainsi que des conduits souterrains : un oléoduc relie le port pétrolier de Fos-sur-Mer à Strasbourg et Karlsruhe ; un autre va de Rotterdam à Francfort. Sur leur trajet, ces deux oléoducs ont fixé des raffineries et des complexes pétrochimiques.
Cet axe s’évase vers les différents ports de la « Northern range » au Nord, limite ouverte de l’Europe rhénane, se rétrécit dans une longue partie centrale, puis s’évase à nouveau vers les différents cols alpins qui rejoignent l’Italie du Nord, au Sud de la Mégalopole européenne.
Le Rhin et ses canaux parallèles (en Alsace) servent surtout au trafic de matières premières pondéreuses comme le charbon, le bois, les pierres de construction, etc. Le trafic du Rhin qui est de 324 Mt à la frontière entre l’Allemagne et les Pays-Bas, diminue vers l’amont du fleuve. Il est très important jusqu’à Duisbourg, port de la Ruhr et premier port fluvial d’Europe (100 Mt). À Bâle, port d’entrée de la Suisse, le trafic est de 26 Mt. Depuis 1959, les péniches au gabarit européen (c’est-à-dire supérieures à 1 500 t) peuvent y parvenir. Les autres ports principaux du Rhin sont Cologne, Mannheim et Strasbourg.
Les axes Est – Ouest : À partir de cet axe Nord – Sud, se greffent les réseaux Ouest – Est, parallèles au littoral,  plus ou moins éloignés, et reliant cette région centrale au reste de l’Europe par une série de routes, de chemins de fer et d’autoroutes ainsi que des voies d’eau. En Allemagne, le « Mittellandkanal » rejoint le Rhin et la Ruhr à Hambourg et Berlin depuis 1938 et le Canal Rhin-Main-Danube relie le Main, affluent du Rhin, au Danube et à la mer Noire depuis le 25 septembre 1992, permettant une liaison directe entre les deux grands fleuves européens. Le projet de canal Rhin – Rhône à grand gabarit a été abandonné par le gouvernement français le 19 juin 1997 pour deux raisons principales : les nuisances à l’environnement et le manque de trafic prévisible. Aux intersections des principaux axes Nord – Sud et Est – Ouest, se localisent les grandes conurbations de l’Axe rhénan.
L’axe maritime de la Mer du Nord : Du Havre à Hambourg, la « Northern range » comprend une série de ports très importants à l’échelle de l’Europe et du monde. 
- C’est l’interface maritime la plus puissante du monde : avec un trafic de plus de 800 Mt, ils représentent 44 % du trafic de l’ensemble des ports européens et sensiblement autant que l’ensemble des ports nord-américains réunis et un peu plus que les ports de la Mégalopole japonaise. Deux grands ports dominent cet espace : Rotterdam aux Pays-Bas et Anvers en Belgique. Longtemps, les ports français ont eu une logique de développement dans un cadre hexagonal, ce qui a nui à leur développement. Mais, il existe un grand nombre de ports très dynamiques (Hambourg, Le Havre, Amsterdam et Dunkerque pour les cinq suivants).
- Une puissante interface maritime et continentale : cette grande façade maritime est née de la pêche au bord d’une mer jadis très poissonneuse (« Amsterdam s’est construite sur des carcasses de harengs ») et se développe grâce au trafic avec le reste de l’Europe dès le Moyen Âge avec la Hanse, puis du monde à partir de la Renaissance. Les ports de la « Northern range » sont bien reliés avec leur hinterland par un dense réseau de voies de communication. Depuis le 6 mai 1994, ils sont reliés à l’Angleterre via Calais par le tunnel sous la Manche, emprunté par une ligne de train à grande vitesse, « Eurostar ». Cette liaison s'ajoute aux multiples services de ferries qui assurent la liaison entre le continent et l'Angleterre.
- Des sites portuaires variés et en constante évolution : presque tous ces ports (Dunkerque excepté) sont situés sur des embouchures de fleuves : Amsterdam sur un vieux bras du Rhin canalisé, Rotterdam sur le Lek, bras secondaire du Rhin, Anvers sur l’Escaut. Les activités industrielles principales sont le raffinage du pétrole brut et la pétrochimie ainsi que la métallurgie et la construction automobile. Ces industries sont favorisées par la littoralisation de l’économie mondiale, les bas prix des services de transports maritimes (Le coût de transport de 1 t de charbon est de 14 € pour 10 000 km) et la possibilité de doser les importations suivant les cours des matières premières.

| Ports     | 1938 | 1957 | 1970  | 1980  | 2002  |
| --------- | ---- | ---- | ----- | ----- | ----- |
| Amsterdam | 5,5  | ?    | 21,3  | 22,0  | 70,0  |
| Rotterdam | 42,0 | 72,0 | 226,0 | 278,0 | 330,0 |
| Anvers    | 23,0 | 37,0 | 78,0  | 82,0  | 135,0 |

### Des espaces transfrontaliers
Le terme d’espace transfrontalier désigne un espace géographique où les relations sont intenses, malgré la présence de frontières, qui tendent ainsi à perdre leur rôle de barrière.
Le cas de la région de Bâle : le cas le plus caractéristique de ces espaces transfrontaliers est la région de Bâle, au contact de la Suisse, de la France et de l’Allemagne, formant une Regio Basiliensis) :
- un important réseau de voies de communication terrestres montre les interrelations entre les zones proches de Bâle, quel que soit le pays ;
- l’aéroport international de Bâle-Mulhouse-Fribourg est situé en territoire français, mais sa gestion est binationale (Suisse, France) avec un droit de consultation pour l'Allemagne ;
- de nombreux frontaliers français (70 000 pour toute l’Alsace) travaillent en Suisse ou en Allemagne, où les salaires sont plus intéressants et, en retour, il existe des relations économiques (achats et loisirs) ainsi que de nombreuses relations culturelles, facilitées par des langues voisines (le dialecte alsacien est proche de l’allemand).

Une coopération ancienne dans toute l’Europe rhénane : Même si les puissances politiques de l’Europe rhénane ont été adversaire, voire ennemies, les populations rhénanes ont toujours été en relations entre elles, ce qui fait de l’Europe rhénane un espace transfrontalier :
- Dans les relations culturelles, l’université de Heidelberg en Allemagne, créée en 1385, attire au Moyen Âge des étudiants de toute l’Europe et se veut la rivale de la Sorbonne parisienne ;
- Dans le domaine financier, dès le Moyen Âge, les puissants banquiers rhénans ont des bureaux dans l’ensemble de l’Europe rhénane, y compris à Londres et à Paris.

Les aspects récents du fait transfrontalier : Après la Seconde Guerre mondiale, la création de la CECA (18 avril 1951) puis de la CEE (25 mars 1957) est en grande partie liée à des Rhénans comme Konrad Adenauer (maire de Cologne) ou Robert Schuman (né à Metz). La mise en commun des productions de charbon et d’acier stimule les industries rhénanes alors à leur apogée avant la crise des industries traditionnelles qui débute dans les années 1960.
Les États et les régions administratives de l’Europe rhénane tentent de développer des coopérations transfrontalières à travers des « eurorégions » afin de développer l’économie et réaliser une restructuration des vieilles régions industrielles : « Regio Basiliensis », « Sar – Lor – Lux » (Sarre, Lorraine, Luxembourg), Flandres – Kent – Nord-Pas-de-Calais.
De plus, le tourisme se développe du fait de la richesse des villes historiques et de l’attrait des sites. Il s’agit essentiellement d’un tourisme culturel et non d’un tourisme de masse comme dans l’Europe méditerranéenne. Les activités de loisirs se développent également, notamment par des parcs de loisirs.

## De puissantes activités économiques basées sur l’industrie

### La forte présence de l’industrie
Une industrie omniprésente : L’industrie est présente dans toute l’Europe rhénane, notamment dans l’Axe rhénan, aussi bien dans les villes que dans les campagnes. Presque toutes les branches industrielles y sont représentées. Les bassins d’emplois y sont donc largement imbriqués du fait des migrations pendulaires, c’est-à-dire des migrations quotidiennes entre les lieux de domicile et de travail.
Explications générales : L’Europe rhénane a traversé toutes les révolutions industrielles et se modernise sans cesse grâce à des innovations techniques et à l’investissement des profits réalisés par les entreprises :
- Cette industrie est avant tout liée au savoir-faire de ses habitants, acquis depuis le Moyen Âge (textile) et renforcées ensuite, notamment par le développement de l’enseignement technique, notamment en Suisse et en Allemagne ;
- Elle est également liée à des ressources naturelles présentes sur place comme le bois des nombreuses forêts, le charbon (Ruhr, Lorraine, Région wallonne, Nord-Pas-de-Calais), le fer (Lorraine) ou la potasse (région de Mulhouse) ;
- D’autres ressources naturelles peuvent être importées (soie, coton, pétrole, produits tropicaux comme le cacao) par les nombreuses infrastructures de transports qui servent également à exporter des produits finis.

La filiation des branches industrielles : À partir de l’artisanat traditionnel ou d’une industrie plus récente, dérivent d’autres industries, du fait de et de l’utilisation du savoir-faire de la main-d’œuvre :
- L’artisanat textile traditionnel, qui existait notamment dans les Pays-Bas et la Suisse, fait place à des industries textiles mécanisées au XIXe siècle (vapeur puis électricité) ;
- L’artisanat métallurgique traditionnel fait place au XIXe siècle à la sidérurgie permettant la fabrication de fonte et d’acier ;
- L’industrie automobile et les constructions mécaniques (machines-outils) dérivent du savoir-faire acquis dans la fabrication de machines pour le textile ou les mines. Le pays de Montbéliard (valentigney Aundincourt Sochaux) est le lieu où est née la firme Peugeot, fabriquant des machines puis des automobiles (depuis 1898) et des bicyclettes, mais son siège social est à Paris. À l’écart de l’Axe rhénan, Stuttgart, grande ville industrielle, est le siège de Mercedes Benz (automobiles, machines agricoles) et développe aujourd’hui l’industrie électronique (Bosch ») ;
- L’industrie chimique, très puissante en Allemagne (Rhin-Ruhr, Rhin-Neckar) et en Suisse (Bâle) est née à partir des colorants pour les textiles et de la carbochimie (XIXe siècle). Elle permet de développer les textiles synthétiques puis la pétrochimie et se tourne vers l’industrie pharmaceutique après 1945 ;
- Les industries Agro-Alimentaires sont également très présentes, dominées par de grandes firmes transnationales comme « Nestlé » (Vevey, Suisse) et « Unilever » (Rotterdam-Londres, Pays-Bas et Royaume-Uni).

La crise des vieilles régions industrielles : À partir des années 1960 et surtout des années 1970, les industries anciennes (mines, textile, métallurgie, construction navale), nées au XIXe siècle, ne sont plus compétitives :
- Les gisements de fer et de charbon s’épuisent ou ne sont plus rentables ;
- La demande diminue, notamment dans l’industrie automobile ;
- Les sites portuaires (« sur l’eau ») sont beaucoup plus rentables ;
- Le Japon et les NPI concurrencent fortement les industries européennes.

L’exemple de la Ruhr : En Rhénanie-Westphalie (Allemagne), la Ruhr (Ruhrgebiet en allemand) a longtemps été la région la plus puissante d’Europe jusque dans les années 1970. Sa puissance était basée sur l’extraction de l’énorme gisement de charbon (on pourrait exploiter le charbon encore 100-120 ans !) et la sidérurgie, avec de grands « Konzerne », comme Krupp ou Thyssen.
Pour faire face au chômage, l’économie de la Ruhr a dû donc profondément être transformée par des politiques de reconversion. Dans les années 1960, l’État a fait construire un réseau d’autoroutes et a encouragé l’installation d’industries automobiles, alors fortes créatrices d’emplois. Des efforts ont été faits pour développer les emplois tertiaires et les emplois dans les nouvelles technologies (création d’une université à Bochum en 1965), pour permettre le tourisme et les loisirs sur les anciens sites industriels et pour améliorer l’environnement alors très pollué.

### La force dutertiairesupérieur
Le terme de tertiaire supérieur désigne le secteur tertiaire à très forte valeur ajoutée : management, grandes compagnies de banque ou d’assurances, ingénierie, services aux entreprises. Il est présent dans toutes les métropoles de l’Europe rhénane, notamment à Francfort (411 banques ![réf. nécessaire]), à Amsterdam et Zurich, capitale économique de la Suisse. La finance compte pour 37 % au Luxembourg (220 banques)[réf. nécessaire]. Le Luxembourg, le Liechtenstein et la Suisse étaient réputés pour la garantie du secret bancaire. De plus, le Liechtenstein émet des timbres très recherchés.

## Les origines de la puissance de l’Europe rhénane

### Une localisation au cœur de l’Europeoccidentale
Même si le Rhin a longtemps constitué une frontière et l’Europe rhénane un espace politiquement divisé, l’Axe rhénan a toujours été un axe de circulation des hommes, des marchandises et des capitaux.
L’évolution géopolitique : Sous l’Empire romain, l’Axe rhénan est la frontière entre les « Barbares » (les Germains) et les « Civilisés » (les Gallo-romains), cette frontière est matérialisée par le « limes », ligne de fortifications destinée à empêcher les pillages. Sous l’Empire de Charlemagne, de 800 à 843, l’Axe rhénan est unifié.
En août 843, le traité de Verdun divise l’Empire carolingien. L’Europe rhénane appartient en grande partie à la Francie médiane, vaste empire longiligne entre les futures France (« Francie occidentale ») et Allemagne (« Francie orientale »), de l’Italie centrale (Sud de Rome) aux Pays-Bas. 
Cet espace se divise ensuite en une multitude d’États, entre le royaume de France à l’Ouest et l’empire d’Autriche à l’Est, de 1519 à 1806 qui luttent pour leur influence. Puis, l’Allemagne est définitivement constituée en 1871 à 1945, trois guerres ont eu pour prétexte le problème des frontières franco-allemandes (problèmes de la Rhénanie, de la Sarre et de l’Alsace-Lorraine) . Cette histoire géopolitique explique :
- L’absence de centralisation politique et de très grandes métropoles ;
- L’aptitude à stimuler les initiatives économiques régionales ou locales ;
- Le brassage continu d’hommes, de marchandises et de capitaux.

De 1618, début de la guerre de Trente Ans, à 1945, fin de la Seconde Guerre mondiale, les guerres de l’Europe occidentale ont pour but de dominer cette ex-Lotharingie (R. Grousset, 1945). À partir de 1951, la création de la CECA, de la CEE (1957) puis de l’Union européenne (1993) ont permis de résoudre le problème des frontières d’Europe occidentale né en 843 et de créer un espace fonctionnel, c’est-à-dire un espace qui vit de relations intenses.[réf. nécessaire]
L’évolution urbaine et économique en fonction des transports : Plusieurs générations de villes ou de développement de villes se sont succédé dans cette Europe rhénane :
- Les villages-frontières du « limes », frontière fortifiée de l’Empire romain sont devenus des villes (Utrecht, Cologne, Mayence) ;
- Du Moyen Âge au début du XIXe siècle, se sont construites des villes, sites de foires et capitales de fiefs princiers rivalisant pour être belles et attirantes ;
- Lors de la Révolution industrielle, des villes se développent, en liaison avec l’exploitation des mines et l’industrialisation (villes de la Ruhr ou de la Sarre).

Vers 1225, l’ouverture de la route du col du Saint-Gothard, entre Zurich (future Suisse) et Milan (Lombardie) a permis le développement de l’Europe rhénane, entre les deux grands pôles économiques du Moyen Âge que sont la Flandre (avec notamment Bruges) et l’Italie du Nord (Venise, Florence et Milan), au détriment de l’isthme français. 
Dès le Moyen Âge, la naissance de la Suisse (1291) est liée en partie à la volonté des habitants des trois cantons primitifs (Uri, Unterwald et Schwytz, qui donnera le nom au pays) de contrôler le passage du col et d’en tirer des bénéfices. La ville de Zurich, qui rejoint la Confédération en 1351, capte le trafic des différents cols, en tire profit (fourniture de moyens de transports, banques, compagnies d’assurances, bourse) et réinvestit ces capitaux dans l’industrie textile. Le dynamisme de la bourgeoisie est un trait commun à toute l’Europe rhénane.
Au XIXe siècle, les réseaux de transports modernes se développent. Dès 1815, le Rhin est considéré comme un bras de mer : la navigation y est libre, indépendante des États riverains et non taxée, ce qui lance les travaux d’aménagements pour les navires modernes, à partir de 1831. Des conventions internationales sont signées à nouveau à Mayence (1831) et Mannheim (1868) où naît la Commission centrale pour la navigation du Rhin, basée à Mannheim de 1868 à 1919, puis à Strasbourg : c’est la plus ancienne organisation internationale.

### Le capitalisme rhénan
Le capitalisme rhénan se constitue dès le Moyen Âge par un puissant réseau de banques, d’assurances, de foires puis de bourses. Le développement du protestantisme à partir de la Renaissance le favorise car pour les protestants, gagner de l’argent serait une preuve de l’amour de Dieu. Après 1945, se développe l’économie sociale de marché, caractéristique du capitalisme rhénan, où la recherche de la productivité se fait en conciliant la recherche du profit et la paix sociale :
- Les salaires sont parmi les plus élevés d’Europe ;
- Les syndicats, très puissants, participent à la gestion des entreprises ;
- Les négociations sociales sont menées avant les grèves qui sont donc rares, mais dures ;
- Dans certains cas, le paternalisme est pratiqué pour éviter les révoltes des ouvriers.

## Les limites de la puissance de l’Europe rhénane

### Les régions à la fois concurrentes et complémentaires:Paris,Londres, l’Italiedu Nord etBerlin
On peut remarquer que certaines de ces régions appartiennent également à la Mégalopole européenne.
Londres et Paris : Au Royaume-Uni et en France, ont eu lieu des tentatives de décentralisation économique au sein de territoires marqués par la prédominance économique de Londres et de Paris dans les années 1950 à 1980. Puis, à partir des années 1990, ces deux États abandonnent cette politique afin de créer des pôles de puissance dans une Europe qui s’adapte à la mondialisation. Sans dominer l’Europe rhénane, ces deux mégapoles ont leur propre logique d’accumulation de capitaux, de population, de production et de culture. Depuis le début du XXe siècle, Paris, capitale économique et politique de la France tend à récupérer tous les sièges sociaux de province : le siège de Peugeot est à Paris. La concentration des entreprises tend également à regrouper les sièges sociaux dans les villes mondiales.
L’Italie du Nord : L’Italie du Nord (et surtout le triangle Gênes – Turin – Milan) est la région la plus développée d’Italie, sixième puissance mondiale. Mais, l’Italie souffre d’un manque de firmes transnationales et d’un certain retard dans les nouvelles technologies. Une association avec des entreprises rhénanes pourrait être une solution.
Berlin : Après la réunification allemande (3 octobre 1990), Berlin (3,5 millions d’habitants) a été choisie comme capitale de la nouvelle Allemagne, au détriment de Bonn, le « Bundesdorf » rhénan, même si quelques ministères y sont restés. Berlin est excentrée en Allemagne et possède peu de sièges sociaux par rapport à l’Allemagne rhénane, mais se situe à proximité des pays d’Europe centrale et orientale, intégrés à l’Union européenne en 2004 et 2007 et l’Allemagne y pratique des investissements depuis 1990.

### Les régions en crise
Dans l’Europe rhénane, les régions en crise sont surtout des vieilles régions industrielles, nées lors de la Révolution industrielle :
- Nord-Pas-de-Calais (France) ;
- Lorraine (France) ;
- Région wallonne (Belgique) ;
- Sarre (Allemagne) ;
- Ruhr (Allemagne).

Cependant, dans le contexte géographique et économique de l’Europe rhénane très dynamique, ces régions souffrent moins que d’autres plus périphériques (Écosse, Pays de Galles, Asturies…) car elles bénéficient de leur localisation favorable : infrastructures de transports et de communication, capitaux et environnement industriel moderne. 

### Un espace saturé et pollué
Entre Mannheim et la Ruhr, au cœur de l’Axe rhénan, le trafic quotidien est de 70 000 véhicules pour les autoroutes, 200 trains de voyageurs et 200 de marchandises et de 82 bateaux sur le Rhin. La plupart des axes terrestres, notamment routiers, sont saturés, ce qui nécessite de nouveaux aménagements coûteux et aussitôt saturés, tandis que les riverains protestent de plus en plus contre les nuisances qu’ils engendrent (syndrome « NIMBY » ou « Not In My Back Yard »). La Suisse limite par des taxes le passage des camions à travers son territoire et lance le projet, accepté par référendum en 1994, des nouvelles lignes ferroviaires à travers les Alpes dont : 
- Le tunnel de base du Lötschberg (36,4 km), inauguré en 2007, qui rejoint le tunnel du Simplon;
- Et le tunnel de base du Saint-Gothard (57 km de long, 9,8 milliards de francs suisses) inauguré en 2016.

L’environnement est menacé par la croissance industrielle. Le 1er novembre 1986, l’incendie des usines « Sandoz » à Bâle déverse 1 500 t de produits chimiques dans le Rhin, provoquant une grave pollution. Les cinq États du bassin mettent alors en place une gestion commune de l’environnement du fleuve. Après plus de 20 ans, le Rhin est le fleuve le plus propre d’Europe d’un point de vue physico-chimique, mais pas encore selon les normes bactériologiques, bien que le Saumon y ait été réintroduit.

### Le réveil des périphéries européennes depuis les années 1960
Comme dans la « Sun Belt » américaine, les périphéries européennes se réveillent à partir des années 1970. Des industries s’y installent du fait d’un plus bas coût de la main-d’œuvre. L’Axe rhénan est donc concurrencé par :
- Le développement de l’Europe atlantique ;
- L’intégration de l’Europe méditerranéenne ;
- L’ouverture de l’Europe orientale.

De plus, avec l’ouverture de l’Europe de l’Est, l’Axe rhénan pourra être concurrencé par des axes parallèles plus orientaux (notamment un axe Hambourg – Berlin – Prague – Vienne) ou par les axes Est – Ouest qui connaissent un net regain.
Le développement des nouvelles technologies se fait dans tout l’espace rhénan, mais un peu moins que dans les périphéries européennes.

### La fin du capitalisme rhénan?: l’exemple de l’Allemagne
La force de l’économie allemande avant 1990 : Dès la fin du XIXe siècle, les banques sont très puissantes et contrôlent les entreprises. L’Allemagne est la deuxième puissance économique mondiale dès le début du XXe siècle. La RFA a connu une forte croissance après la Deuxième Guerre mondiale : les économistes évoquent le « miracle allemand ». Les grands Konzerne comme Siemens, Thyssen ou Bayeriche Motoren Werke ont des activités variées et contrôlent de nombreuses filiales et PME sous-traitantes.
De plus, l’État a favorisé une monnaie forte, le Deutsch Mark : les exportations sont gênées donc les entreprises sont obligées de rester compétitives. L’Allemagne a accepté l’euro, mais a su imposer Francfort comme siège de la BCE aux États-membres de l’Union européenne.
Crise et renouveau : Depuis 1990, l’Allemagne était en crise ; sa croissance était faible et le taux de chômage était élevé. Le coût important de la réunification n’est pas le seul facteur d’explication. Réélu en 2002, le chancelier Schröder (SPD) lançait deux axes prioritaires pour sa politique économique :
- La consolidation des finances publiques, avec un grand programme d’économies dans les dépenses de santé et une augmentation de la durée des cotisations pour la retraite car le taux de natalité de l’Allemagne est très bas et la population vieillit rapidement ;
- La réduction du chômage par une augmentation de la flexibilité des emplois et la baisse des dépenses publiques consacrées à l’emploi.

Les élections de 2005 portent au pouvoir une alliance CDU-SPD (6 ministres de droite, 8 de gauche), avec la chancelière Angela Merkel (de l’ex-RDA), illustre bien la contradiction de l’Allemagne qui souhaite à la fois conserver son modèle social et développer une modernisation forcément coûteuse pour sa société. 
À cause de ces reformes du marché de travail (réformes Hartz) par chancelier Schröder, la performance forte des entreprises, notamment dans l'export, et aussi à cause de la demographie (plus de nouveaux retraités que débutants dans le marché de travail), le taux de chômage a fortement diminué depuis 2005 et s'établit selon Eurostat en mai 2015 à seulement 4,7 %. C'est le taux le plus bas de tous les 28 États membres de l'Union européenne devant le Royaume-Uni (5,4 %). Le taux de chômage pour les jeunes de moins de 25 ans s'etablit seulement à 7,1 % – c'est aussi le taux le plus bas de l'Union européenne devant le Danemark (10,0 %) ainsi que l'Autriche (10,1 %).
En 2006, le PIB allemand a crû de 2,9 %, après plusieurs années de stagnation. Les entreprises profitent d'une compétitivité regagnée depuis dix ans à force de restructurations et de modération salariale. Depuis 2006, la production augmente chaque année, les carnets de commande restent remplis. Après un fort recul du PIB pendant la crise économique de 2008/09, l'Allemagne a crû fortement en 2010 (4,1 %) et 2011 (3,6 %) et plus légèrement en 2012 (0,4 %) et 2013 (0,1 %). En 2014, la croissance s'accélérait à 1,6 %.
De même, la croissance économique stagne en Suisse dans les années 1990 et les Néerlandais doivent renoncer à une partie de leurs acquis sociaux. En juin 2005, comme les Français, ils votent à une large majorité contre le TCE (Traité constitutionnel européen), jugeant ce texte trop libéral.

### La percée des droites libérales occidentalistes
Dans de nombreuses parties de l’Europe rhénane, on assiste à la progression des droites libérales capitalistes et occidentalistes souverainistes. Ces votes traduisent la défiance d'une partie ou de la majorité des peuples de ces territoires à l'égard des supranationalités européennes ou mondiales et à l'égard aussi, de l'idéal multiculturaliste, du « melting pot » triomphant.

## Sources

## Compléments

### Lectures approfondies
- Étienne Juillard, L’Europe rhénane, Armand Colin, 1969.
- René Grousset, Bilan de l’Histoire, 10-18, 1945.
- Jean Ritter, Le Rhin, Que sais-je ? n° 1065, 1968, 127 p.
- Manuels de géographie de terminale : Magnard, Nathan, Belin, Hatier.